# Izium
Izium (ukr. Ізю́м) – miasto we wschodniej Ukrainie, w obwodzie charkowskim, nad Dońcem i przy ujściu rzek Mokrego i Suchego Iziumca.

## Nazwa
Geneza nazwy miasta jest sporna. Sformułowano następujące hipotezy:  
- nazwa pochodzi od tatarskiego słowa oznaczającego winogrona (tat. üzüm), znajdujące się w herbie i fladze;
- jest zmodyfikowaną wersją dawnego, tatarskiego terminu o podobnym brzmieniu, oznaczającego przeprawę przez rzekę;
- pochodzi od rzeki Iziumec (ukr. Ізюмець), dopływu Dońca.

W językach ukraińskim i rosyjskim termin „izium” oznacza rodzynki. 

## Historia
Pierwsza wzmianka pochodzi z 1571 roku i odnosi się do posterunku strażniczego, zlokalizowanego na terenie dzisiejszego miasta. Do 1651 roku Izium był kilkukrotnie wspominany w kronikach, z uwagi na fortyfikację, zbudowaną na górze Kremeneć. 
Izium został założony w 1681 roku, za panowania cara Fiodora III Romanowa, przez pułkownika charkowskiego Grzegorza Doniec-Zacharzewskiego, dla obrony przed napadami tatarskimi. Należał początkowo do pułku charkowskiego, lecz niedługo potem utworzył się w nim oddzielny pułk słobodzki (nazwany iziumskim), do którego przyłączono od charkowskiego część gruntów, lasów i innych przynależności.
W czasie wojny z Turkami w latach 1736–1739 z Iziumu, rzekami Dońcem i Donem, dostarczano dla armii prowiant i zaopatrzenie. W 1765 Izium uzyskał status miasta prowincjonalnego guberni słobodzko-ukraińskiej. W 1780, przy otwarciu namiestnictwa charkowskiego, wszedł do składu tegoż jako miasto powiatowe.
Od drugiej połowy XIX wieku w mieście powstawały zakłady przemysłowe. W 1910 roku w Iziumie otwarto stacje kolejową, przebiegającą na trasie Charków – Donbas. W 1917 roku powstała fabryka szkła optycznego. W 1956 roku otwarto zakład optyczno-mechaniczny, wyspecjalizowany w produkcji szkła do okularów, który odpowiadał za wytwarzanie do 48% szkieł na potrzeby okulistyki w ówczesnym Związku Radzieckim.  

### Inwazja Rosji na Ukrainę w 2022
Podczas inwazji Rosji na Ukrainę, od 28 lutego 2022, toczyły się walki o Izium, które doprowadziły do znacznego zniszczenia miasta. Ołeksij Daniłow, sekretarz Rady Bezpieczeństwa Narodowego i Obrony Ukrainy, poinformował, że spadło na nie 476 rosyjskich rakiet. W marcu wojska rosyjskie zniszczyły wszystkie placówki medyczne. W szkole nr 2 znajdowała się rosyjska baza wojskowa. Od 1 kwietnia Izium pozostawał pod kontrolą sił rosyjskich. 14 kwietnia siły ukraińskie wysadziły iziumski most, po którym poruszała się kolumna wojsk rosyjskich. 
Podczas walk o Izium w mieście nie było prądu, ogrzewania i wody. Komunikacja i łączność były utrudnione. W wyniku ostrzału Rosjanie zniszczyli wieżę telewizyjną. Część ludności udało się ewakuować. Wedle Amnesty International 9 i 10 marca ewakuowano 2250 cywilów. Lokalne władze szacowały, że zniszczeniu bądź uszkodzeniu uległo 80% budynków mieszkalnych.
Wojska ukraińskie wkroczyły do Iziumu 10 września, podczas kontrofensywy, i wyparły siły rosyjskie. 15 września Ministerstwo Obrony Ukrainy poinformowało, że w mieście odkryto masowe groby, w których było 440 ciał. Część ekshumowanych zwłok miała związane ręce lub ślady tortur. Większość ofiar stanowili cywile. Po ekshumacji Ihor Kłymenko (komendant główny policji Ukrainy) poinformował, że z grobów wydobyto zwłoki: 215 kobiet, 194 mężczyzn, 5 dzieci, 22 żołnierzy i szczątki 11 osób. Wśród zabitych wojskowych znajdowali się żołnierze 93 Samodzielnej Brygady Zmechanizowanej „Chołodnyj Jar”. ONZ zapowiedziało wysłanie misji w celu zbadania okoliczności śmierci ofiar. Dmitrij Pieskow zaprzeczył udziałowi strony rosyjskiej w sprawie. 25 września 2022 roku Wołodymyr Zełenski poinformował, że w pobliżu Izium znaleziono kolejne dwa masowe groby, w których rozpoczęto prace ekshumacyjne. 

## Ludność
W 2021 w Iziumie mieszkało 45 884 osób. Podczas okupacji w 2022 liczba ta spadła do około 10 000. Radny Maksym Strelnykow poinformował, że śmierć poniosło minimum 1000 cywilów.  

## Gospodarka
W mieście rozwinął się przemysł spożywczy, optyczny oraz meblarski.

## Zabytki
Na górze Kremeneć, w najwyższym punkcie miasta (218 m n.p.m.) znajduje się zespół pomnikowy, między innymi pomnik ofiar wielkiego głodu na Ukrainie. Najstarsze rzeźby, pochodzące z połowy XII wieku (tak zwane baby kamienne), zostały wykonane przez plemiona koczownicze. Dawniej stała tu drewniana twierdza, zbudowana w 1681 roku, z której zachowały się fragmenty wału i fosy. 
W Iziumie znajdują się zabytkowe budynki sakralne: 
- Sobór Przemienienia Pańskiego (ukr. Свято-Преображенський собор) zbudowany w 1684 roku w stylu barokowym;
- Cerkiew św. Mikołaja z połowy XVIII wieku, wybudowana w większości z datków mieszkańców w miejsce poprzedniej, drewnianej cerkwi, która spłonęła w pożarze;
- Cerkiew św. Barbary z 1820 roku;
- Sobór Wniebowstąpienia (ukr. Свято-Вознесенський собор).

### Uszkodzone i zniszczone zabytki
UNESCO i Ministerstwo Kultury Ukrainy poinformowały, że sobór Wniebowstąpienia został uszkodzony podczas walk o Izium. Budynek lokalnego muzeum historycznego został częściowo zniszczony i pozbawiony dachu w marcu 2022 roku, ale eksponaty się zachowały. Egzemplarz Ewangelii z 1707 roku uratowała przed zniszczeniem pracownica muzeum, która ukryła go podczas ostrzałów. Znacznemu uszkodzeniu uległ natomiast zabytkowy budynek szkoły z 1882 roku (współcześnie szkoła nr 4). Ministerstwo Kultury Ukrainy poinformowało, że rosyjski ostrzał zniszczył jedną z dwunastowiecznych, kamiennych rzeźb na górze Kremeneć, zaś częściowemu uszkodzeniu uległ również pobliski pomnik bohaterów II wojny światowej. 